# 1062 (железнодорожный разъезд)
1062 — железнодорожный разъезд (населённый пункт) в Старополтавском районе Волгоградской области России. Входит в состав Гмелинского сельского поселения.

## География
Пруд Железнодорожный.

## Население
| 2010 | 2012 |
| ---- | ---- |
| 7    | →7   |